# Wilhelm His (1863–1934)
Wilhelm His, född 19 december 1863 i Basel, död 10 november 1934 i Brombach, Tyskland, var en tysk läkare.
Wilhelm His var son till Wilhelm His. Han blev 1907 professor i medicin i Berlin. Särskilt viktiga var His undersökningar av hjärtats retledningssystem. Det Hiska knippet på hjärtat har fått namn efter honom.